# Xocavənd (district)
Chodzjavend (Azerbeidzjaans: Xocavənd) is een district in Azerbeidzjan en telt 42.200 inwoners (01-01-2012). Het district heeft een oppervlakte van 1458 km². De bevolkingsdichtheid is 28,9 inwoners per km².